# Never Let You Down
Never Let You Down is een nummer van de Nederlandse singer-songwriter Lucas Hamming uit 2015. Het is de eerste single van zijn debuutalbum HAM.
Tegelijk met de release beleefde "Never Let You Down" ook zijn radioprimeur op 21 augustus 2015, bij Giel Beelen op NPO 3FM, tevens werd het Megahit op dat station. Het uptempo rocknummer behaalde de Nederlandse Top 40 of Tipparade niet, maar bereikte wel een bescheiden 37e positie in de Mega Top 50.